# 분홍꼬리벌레도마뱀
핑크테일 웜리자드(pink-tailed worm-lizard), 그래나이트 웜리자드(granite worm-lizard)라고도 불리는 분홍꼬리벌레도마뱀(Aprasia parapulchella)은 호주에서 드물게 서식하는 민다리도마뱀류이다. 이 동물은 작은 뱀과 애벌레를 합쳐놓은 것처럼 생겼다. 몸길이는 최대 14 cm에 달한다. 꼬리가 분홍색이고 밑부분은 희다. 머리와 목은 갈색이고 몸뚱이의 나머지 윗부분은 창백한 회색이다. 등비늘은 각각 검은 줄무늬가 가로지르기 때문에, 겉보기에는 등에 점이 난 것처럼 보인다. 이 녀석들은 빅토리아주의 벤디고, 뉴사우스웨일스주의 배서스트와 타커타(en:Tarcutta), 오스트리아수도준주(:en:Australian Capital Territory)의 몰롱글로강과 머럼비지강(:en:Murrumbidgee River) 유역에 서식한다. 분홍꼬리는 바위 밑에 사는 무척추동물을 먹으며, 보통 0.15 - 0.6 미터의 크기의 바위 밑에서 발견된다. 주로 개미, 특히 무지개개미류(en:Iridomyrmex)와 (:en:Rhytidoponera metallica)의 알을 먹는다.

## 유전자

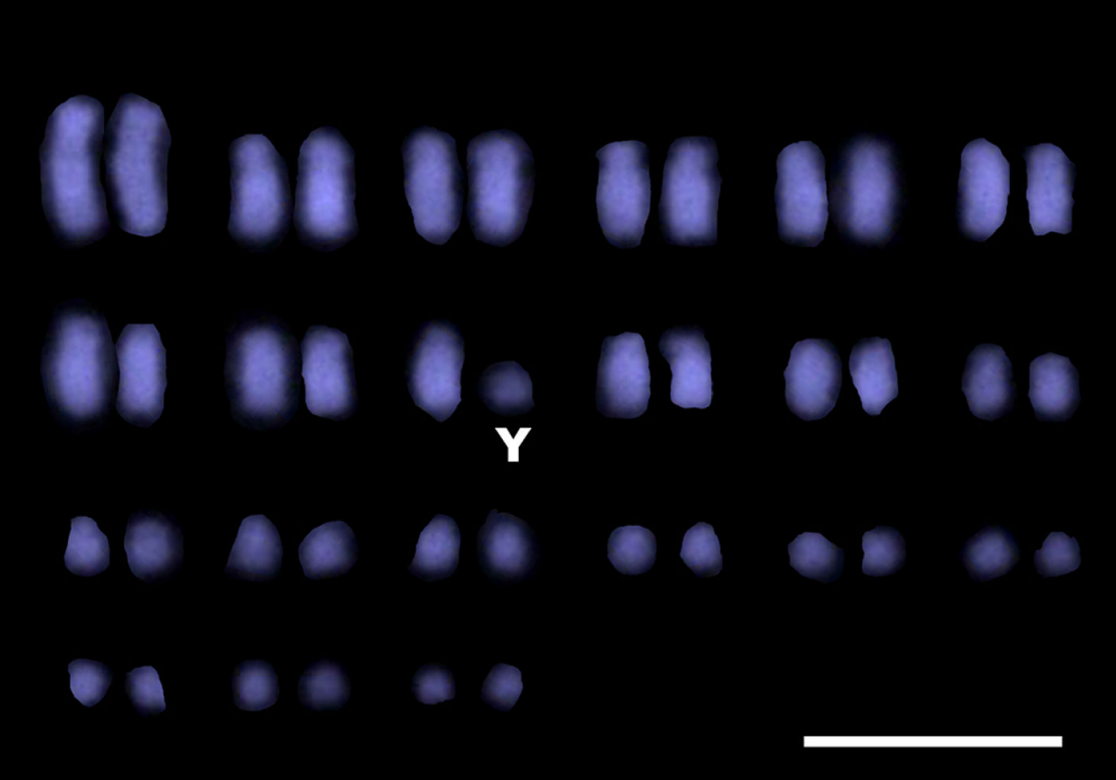
Y 염색체가 표시된 수컷의 핵형

분홍꼬리의 세포는 이배체 상태에서 42개의 염색체를 가지고 있다. 수컷은 이형의 XY 성염색체를, 암컷은 동형의 XX 성염색체를 가지고 있다. 미세부수체(en:microsatellite) (AGAT)8는 Y 염색체의 동원체(en:centromere) 근방에서 여러 번 반복된다. Y 염색체는 (AC)15 모티프(:en:Sequence motif)도 함유하지만, X 염색체는 그렇지 않다. (AC)15는 다른 두 쌍의 크고 작은 염색체에도 존재한다.

## 형태
머리도 꼬리도 끝부분이 둥글둥글하다. 퇴화한 뒷다리가 비늘에 뒤덮인 사지덮개(limb flap)로 남아있고, 혓바닥이 두 가닥으로 갈라지지 않고 납작하고 길다는 점에서 뱀과는 다르다. 귀는 겉으로 드러나지 않는다.
종특이성특징(Species specific characteristics)을 나열해보자면, 머리의 옆부분에 무늬가 없고, 눈앞비늘(pre-ocular scale) 두 개, 항문앞비늘(pre-anal scale) 세 개가 나있으며, 첫 번째 윗입술비늘(upper labial scale)과 코비늘(nasal scale)이 합쳐져있다.
무게는 0.1 - 4.0 g 정도다. 주둥이에서 항문까지 1년차는 6cm, 2년차는 8cm, 3년차는 9.6cm 정도다. 3년 이상 나이가 든 성체 수컷은 평균 10.9 cm, 암컷은 살짝 커서 평균 12 cm이다.

## 보전
이 도마뱀은 서식지 파편화, 바위 제거, 방목, 나무 심기, 쟁기질 때문에 위험에 처해있다.

## 사진

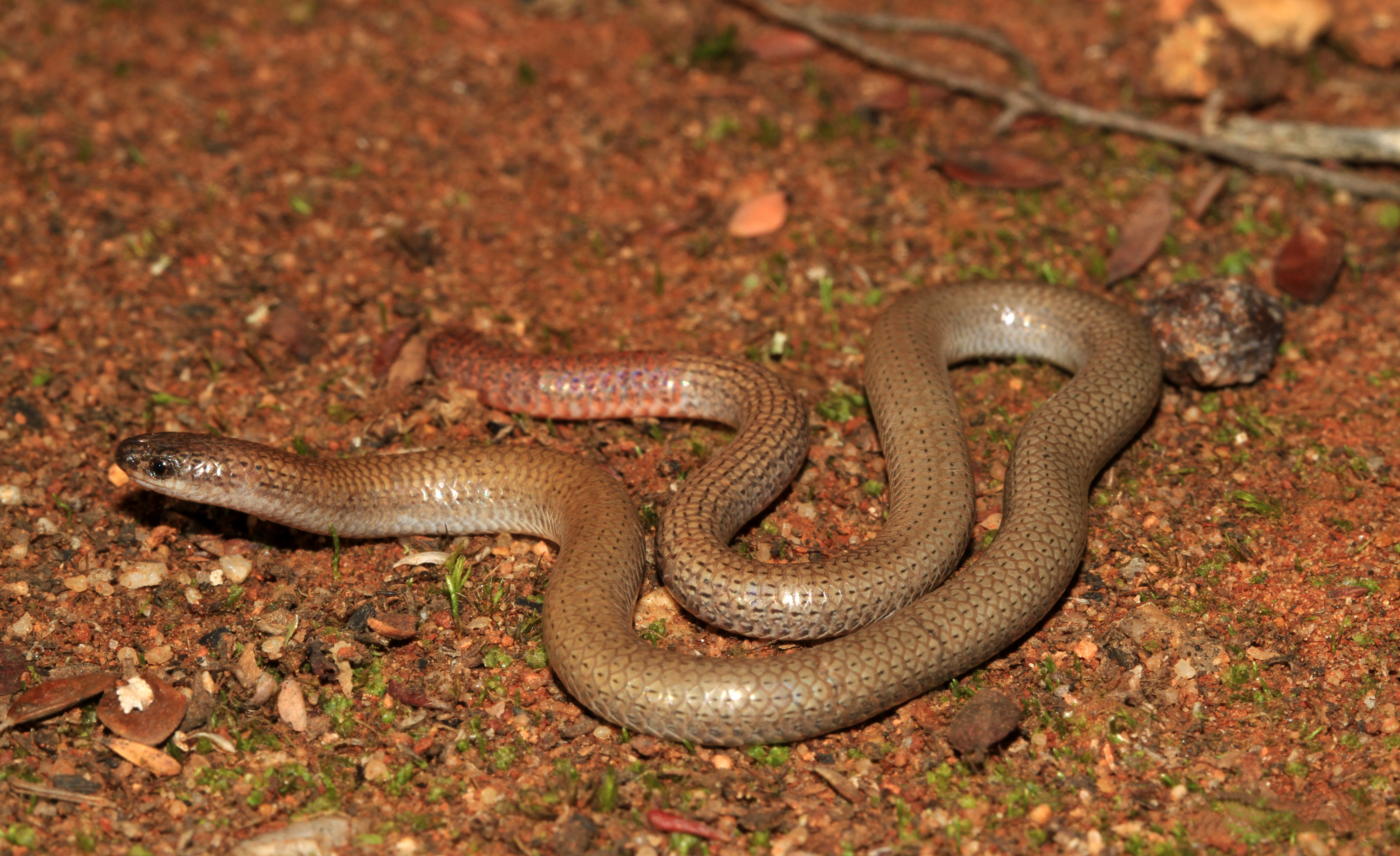
벤디고에서 찍은 분홍꼬리
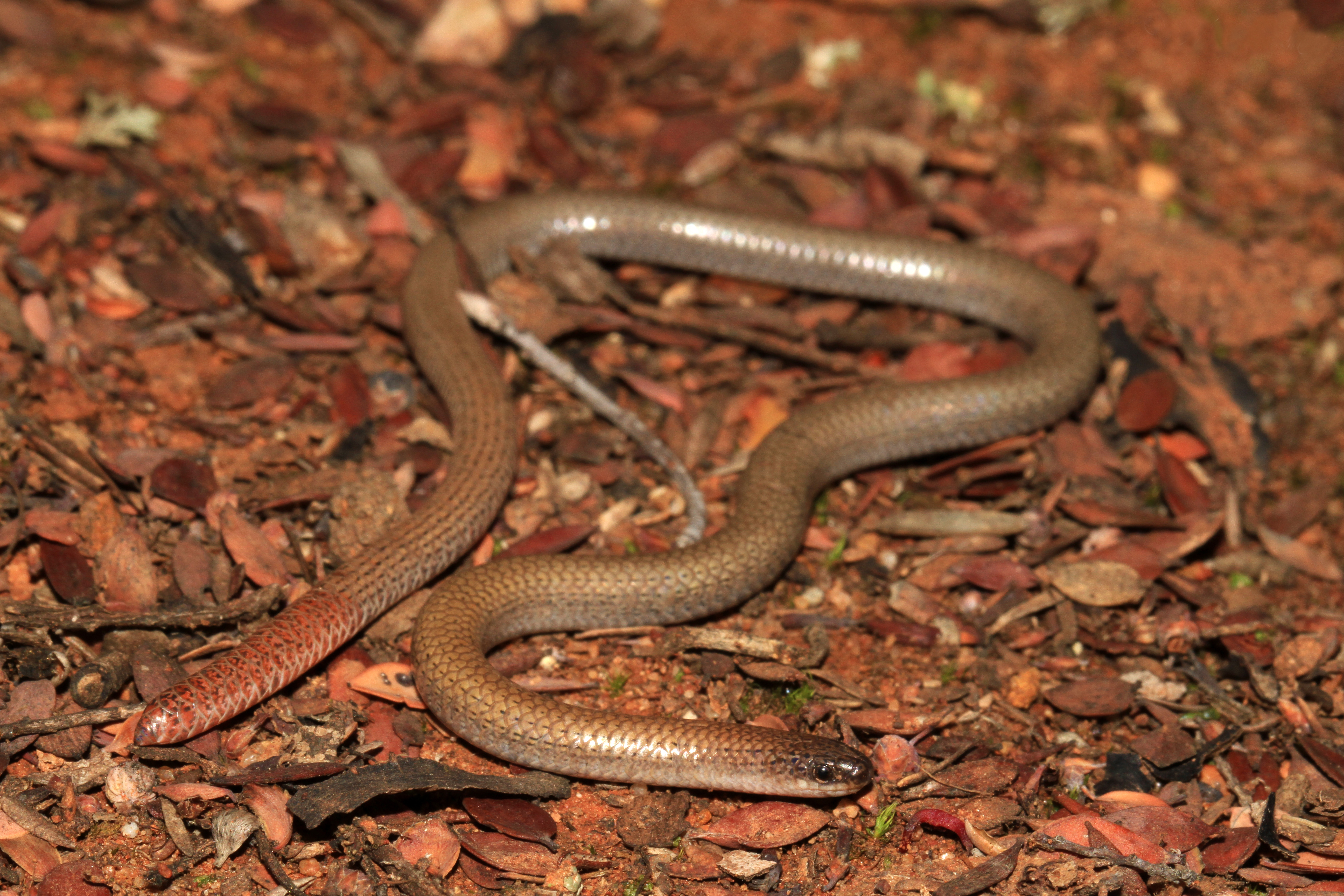
분홍꼬리
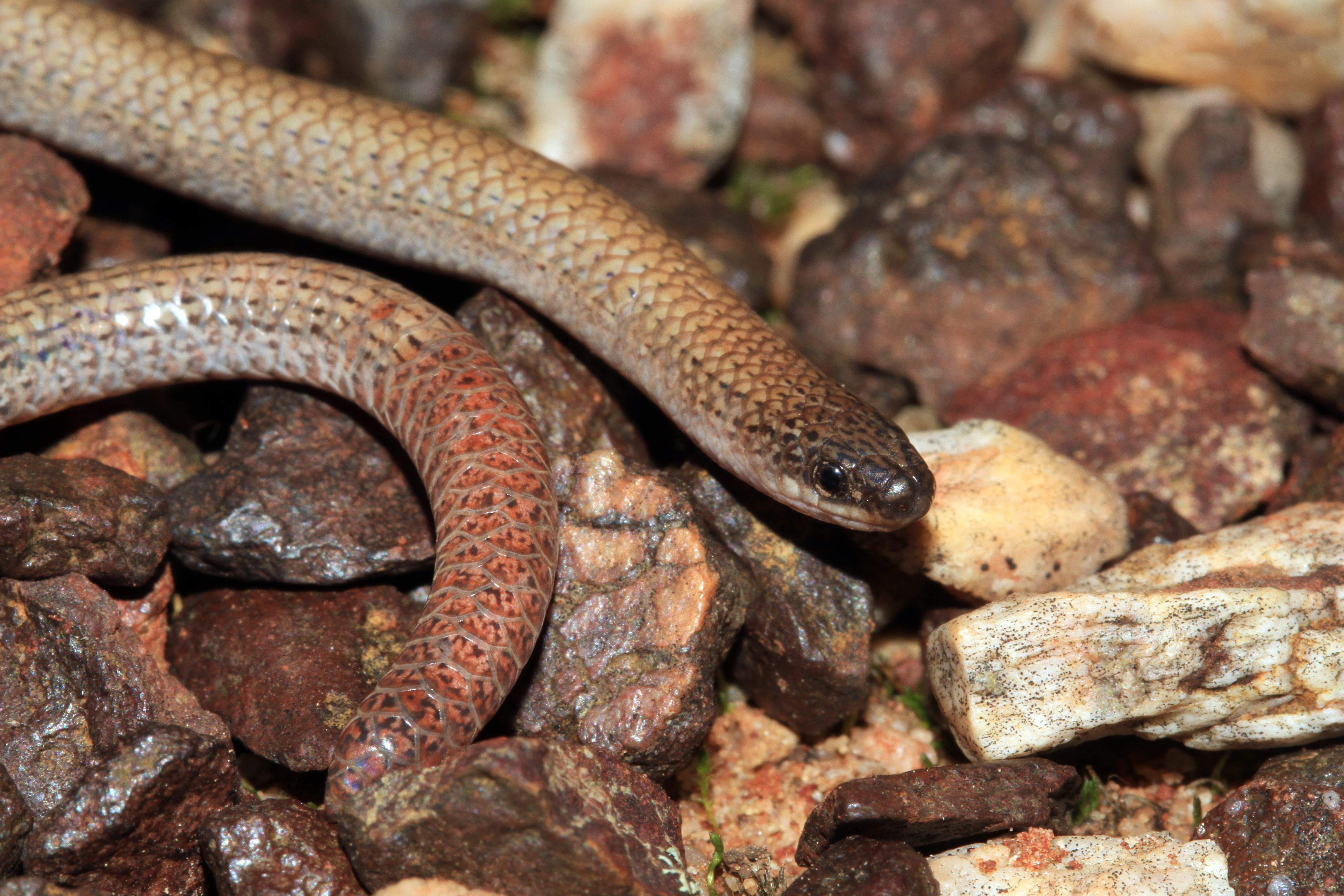
근접사진

## 참고 문헌
- Wong, D.T.Y., S.R. Jones, W.S. Osborne, G.W. Brown, P. Robertson, D.R. Michael & G.M. Kay (2011). “The life history and ecology of the Pink-tailed Worm-lizard Aprasia parapulchella Kluge - a review”. 《Australian Zoologist》 35 (4): 927–940. doi:10.7882/az.2011.045.